# Where the Storm Meets the Ground
Where the Storm Meets the Ground er debutalbummet af den danske rockgruppe The Storm, der udkom i januar 2008 på gruppens eget selskab WR Production.
GAFFAs anmelder gav albummet 2/6 stjerner, og det debuterede som #2 på Hitlistens albumliste, som var den højeste placering det nåede inden det røg ud efter 20 uger. "Drops In The Ocean" toppede som #5 på Tracklisten og "Lullaby" nåede #20.

## Spor
- "Drops In The Ocean" - 5:21
- "Lullaby" - 3:32
- "Hold This Heart Together" - 4:34
- "Beauty Of Small Things" - 4:15
- "The Table's Turning" - 5:13
- "Friendly Advise" - 3:53
- "Caught Sleeping" - 5:10
- "Everchanging" - 5:26
- "Where The Storm Meets The Ground" - 3:18
- "Lay Down Your Head" - 6:22
- "Tired Of Waiting" - 4:02
- "Sweet Remarque" - 3:56